# Fridrich III. Norimberský
Fridrich III. Norimberský (kolem 1225 – 14. srpna 1297 Cadolzburg) byl norimberský purkrabí z rodu Hohenzollernů.

## Život
Narodil se kolem roku 1225 jako syn Konráda I. Norimberského. V roce 1246 se oženil s Alžbětou, sestrou Oty II., posledního mužského příslušníka bohaté rodiny vévodů z Merana. Tento sňatek Fridricha poté, co Ota v roce 1248 zemřel, zainterestoval do dlouhotrvajících sporů o jeho pozůstalost. Ty byly ukončeny až v roce 1255. Fridrich v nich získal mimo jiné město Bayreuth a Hof. Po smrti svého otce se v roce 1261 stal norimberským purkrabím. Zasloužil se o významné rozšíření majetků svého rodu. Stal se přívržencem kandidatury Konradina, posledního Štaufa, na římskoněmecký trůn. Když Konradin v roce 1268 zahynul, Fridrich se v roce 1273 podílel na prosazení volby svého přítele Rudolfa I. Habsburského. Rudolf mu na oplátku udělil hodnost norimberského purkrabího jako jednoho z říšských knížat. Na čas norimberského purkrabí pověřil i řízením zemského soudu ve Frankách. Fridrich hrál rovněž zásadní roli v Rudolfových konfliktech s českým králem Přemyslem Otakarem II. Zúčastnil se dokonce i bitvy na Moravském poli, v níž Rudolf Přemysla roku 1278 definitivně porazil. Fridrich patřil mezi nejvlivnější Rudolfovi rádce. Římskoněmecký král ho proto často pověřoval diplomatickými misemi.
V roce 1297 Fridrich zemřel. Zanechal po sobě několik dcer z prvního manželství s Alžbětou Meranskou. Z druhého manželství s Helenou Saskou, s níž se oženil v roce 1275, měl Fridrich dva syny, Jana I. a Fridricha IV., a jednu dceru Annu, kterou provdal za Emicha I. Nasavského, bratrance římskoněmeckého krále Adolfa Nasvaského. Z Fridrichova prvního manželství sice vzešli synové Jan a Zikmund, kteří v roce 1262 však byli zavražděni.